# Max Burret
Max Burret, Karl Ewald Maximilian Burret, född den 6 juni 1883 i Saffig, död den 19 september 1964 i Berlin, var en tysk botaniker.
Han studerade till att börja med juridik i Lausanne och München, men hans stora intresse i naturvetenskap fick honom att avsluta juridikstudierna för att göra botanisk forskning i Berlin, där han blev filosofie doktor 1909 och blev snabbt en av Tysklands främsta botaniker. Burret var med i många botaniska vetenskapsorganisationer och innehade ledarpositioner i bland andra Botanischer Garten Berlin. Han var även professor i biologi vid Humboldt-Universität zu Berlin.
Burret gjorde många resor i Europa, Afrika och Sydamerika. Han blev inbjuden av Brasiliens regering för att studera palmer i regionen. Kort efter återkomsten till Tyskland reste han 1938–1939 till Gamla världens tropiker och besökte Sri Lanka, Malackahalvön, Java och Sumatra. Han var bland de första botanikerna son bedrev banbrytande forskning om palmer med början i Afrika och senare i Sydamerika och Indomalaysia. Han identifierade, namngav och klassificerade dussintals palmarter som  Rhapis multifida och Livistona beccariana samt även annan tropisk flora, främst inom lindsläktet.

## Eftermäle
Flera palmsläkten, bland andra Maxburretia och Burretiokentia är uppkallade efter Burret.
Auktorsnamnet Burret kan användas för Max Burret i samband med ett vetenskapligt namn inom botaniken; se Wikipediaartiklar som länkar till auktorsnamnet.